# Вудфорд, Уильям
Уильям Вудворт (англ. William Woodford; 6 октября 1734 — 13 ноября 1780) — американский военный, который служил в ополчении британской колонии Вирджиния, участвовал в Войне за независимость США, в ходе которой командовал регулярными частями армии США. Попал в плен при капитуляции Чарлстона и умер на британском тюремном корабле.

## Ранние годы
Уильям Вудфорд родился в колонии Вирджиния, в округе Кэролайн, в городке который сейчас называется Вудфорт. Его отец, майор Уильям Вудфорд, был участником Экспедиции рыцарей золотой подковы, открывшей Долину Шенандоа. Его родственником так же был натуралист Марк Кейтсби.
Когда началась Война с французами и индейцами Вудвфорт вступил в Вирджинский полк Джорджа Вашингтона в звании энсина. В 1761 году он получил звание лейтенанта. В том же году он участвовал в походе против индейцев чероки под командованием Уильяма Бёрда.

## Война за независимость
В 1775 году Вудфорд стал делегатом Третьего вирджинского собрания, и в том же году началась Война за независимость. Собрание присвоило ему звание полковника и поручило ему командовать 2-м Вирджинским полком, который был частью Временной армии Вирджинии. Когда лорд Данмор, британский губернатор колонии, бежал в Норфолк и стал собирать армию, Собрание поручило Вудвфорду возглавить боевые действия против Данмора, и 9 декабря 1775 года Водфорд разбил армию Данмора в сражении при Грейт-Бридж, которое стало первым сражением Войны за независимость на территории Вирджинии.
В декабре 1776 года полк Вудвфорда был включён в состав Континентальной армии (под командованием Джорджа Вашингтона) в Нью-Джерси, и стал частью так называемой «Вирджинской линии». В феврале 1777 года Вудфорд получил звание бригадного генерала. В сентябре того же года он принял участие в сражении при Брендивайне, где командовал Вирджинской бригадой: 3-м, 7-м, 11-м и 15-м вирджинскими полками, частью дивизии Адама Стивена. Вудфорд был ранен в этом бою.
В 1778 году он командовал этой же бригадой в сражении при Монмуте.
Осенью 1779 года Конгресс решил усилить армию генерала Линкольна в Чарлстоне, и по его распоряжению Джордж Вашингтон выделил вирджинское подразделение под командованием Вудфорда. 13 декабря 1779 года Вашингтон написал Вудфорду, чтобы тот выступил на следующее утро, но предупредил его, что солдаты-вирджинцы могут дезертировать в свои дома во время прохода через Вирджинию. Отряд Вудфорда прошёл 500 миль за 28 дней и прибыл в Чарлстон 6 апреля 1780 года. Вудфорд присутствовал на военном совете 20-21 апреля, где обсуждалась возможность капитуляции или эвакуации Чарлстона. 12 мая армия Линкольна сдалась. Вудфорд попал в плен вместе с вирджинскими частями численностью около 700 человек.
Вудфорд умер 13 ноября 1780 года на британском тюремном судне в Нью-Йорке и был похоронен при Троицкой церкви в Нью-Йорке. Могила не сохранилась.

## Память
В честь Вудфорда были названы два округа: округ Вудфорд в Иллинойсе и округ Вудфорд в Кентукки.

## Семья
Уильям Вудфорд в неизвестное время женился на Мэри Торнтон (1743—1802), которая была дочерью Джона Торнтона и Милдред Грегори (её мать, которую тоже звали Милдред, была сестрой Огастина Вашингтона). В их семье было двое детей:
- Джон Т. Вудфорд, полковник.
- Томас Вудфорд (1755—1830)